# 申在孝
申在孝（韓語：신재효；1812年—1884年），朝鲜王朝时期盘索里艺术家。人称桐里申在孝，桐里先生。他于38岁起在今全罗北道某宅院居住，后在此办唱戏院，培养盘索里弟子。他生前整理了众多的盘索里曲目，并研究了盘索里艺术理论。
在盘索里艺术发展史上，他的主要贡献是将原来流传的所谓十二集锦（Madang）删改为六集锦（Madang）。
原十二集锦是：《春香歌》、《沈清歌》、《興夫歌（瓢打令謠）》、《兔龜歌(水宮歌)》、《赤壁歌(華容道)》、《雉打令謠》、《橫負歌》、《曰者打令謠》、《裴裨將打令謠》、《江陵梅花打令謠》、《淑英娘子傳》、《雍固執打令謠》。
后来的六集锦是：《春香歌》、《沈清歌》、《興夫歌（瓢打令謠）》、《橫負歌》、《兔龜歌(水宮歌)》、《赤壁歌(華容道)》